# Henning Hamilton
Henning Ludvig Hugo Hamilton, född 16 januari 1814 i Jakobs församling, Stockholm, död 15 januari 1886 i Amélie-les-Bains i departementet Pyrénées-orientales, Frankrike, var en svensk greve, militär, ämbetsman, politiker och skriftställare, Han var son till justitierådet Gustaf Wathier Hamilton.
Henning Hamilton var konsultativt statsråd 1858–1859, ecklesiastikminister 1859–1860, riksdagsledamot (adelsståndet 1840–1866, första kammaren 1867–1881), lantmarskalk 1848, 1853–54 och 1856–58, talman i första kammaren 1877, landshövding i Östergötlands län 1852–1858 samt ledamot i Svenska Akademien från 1856.
År 1881 avslöjades Hamiltonaffären, en förskingringsskandal som ledde till att Henning Hamilton såg sig tvingad att avsäga sig alla poster och hedersutmärkelser samt gå i exil.

## Biografi
Hamilton blev 1828 student vid Uppsala universitet, 1829 underlöjtnant vid Svea artilleriregemente (avsked som löjtnant 1836) och 1831, efter kansliexamen 1830, extraordinarie kanslist i Handels- och finansexpeditionen. Hamilton efter en studieresa på kontinenten 1835 som 1837 som lärare i topografi och fortifikation vid krigsakademien (nuvarande krigsskolan på Karlberg), var 1837–1843 lärare i taktik och reglementen vid läroanstalten för linjeofficerare i Stockholm samt från 1839 löjtnant i Topografiska kåren, kapten där 1845. 1839–1844 var han sekreterare i Krigsvetenskapsakademin och var kammarherre först hos kronprinsessan Josefina (1841–1843), sedan hos prinsarna Karl och Gustaf under deras studietid i Uppsala 1844–45. 1847 medföljde han de kungliga på deras resor i Danmark och Tyskland och blev samma år major i armén och stabschef vid Livgardesbrigaden och följde även kronprinsen på dennes trolovningsresa till Nederländerna.

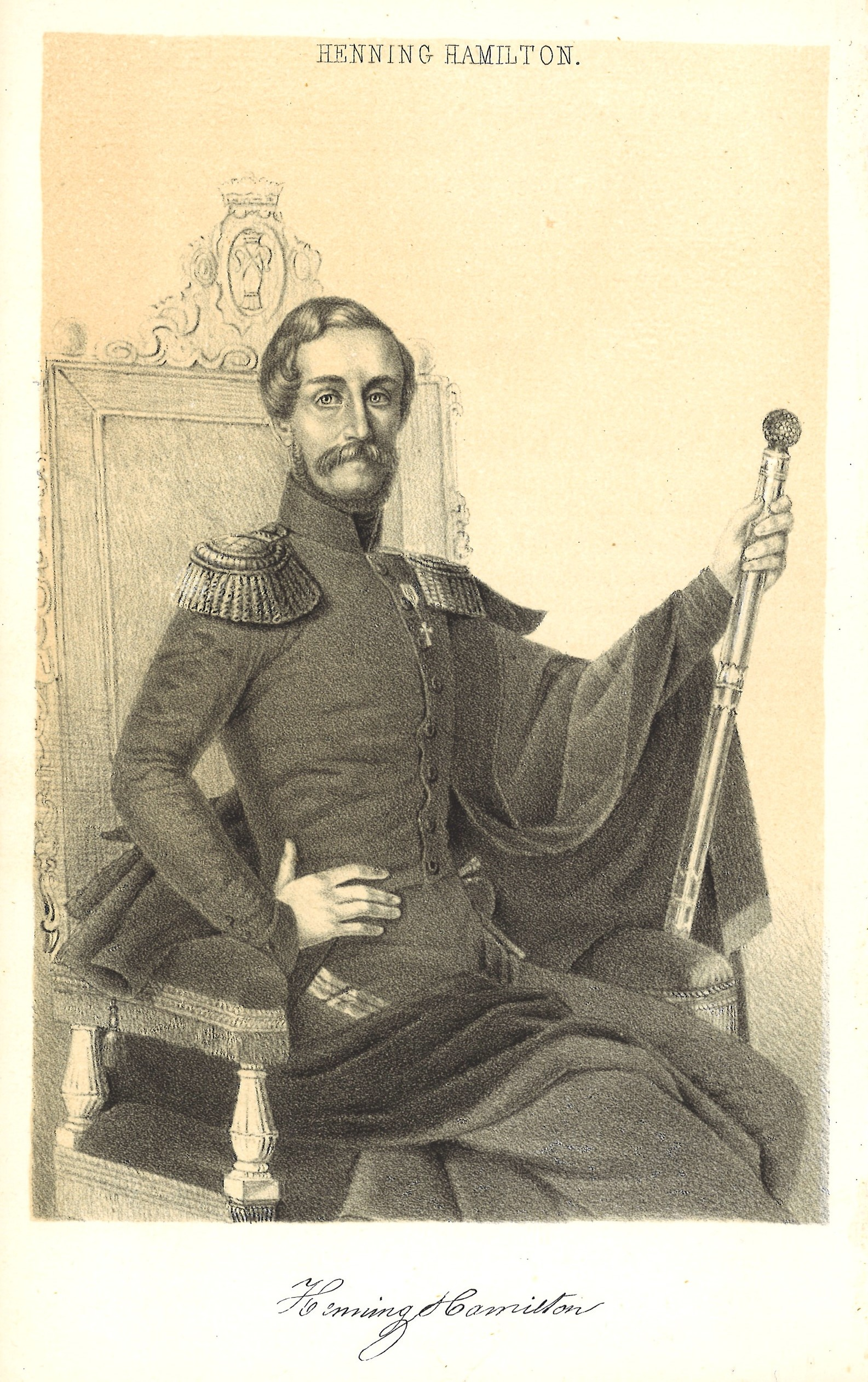
Henning Hamilton som lantmarskalk.

Hamilton var från ungdomen politiskt intresserad, och deltog från 1840 i riksdagarna, som ordförande i bevillningsutskottet (1840 och 1847), som ledamot i statsutskottet (1844) och i den av Kunglig Majestät utsedda representationskommittén (1846–1847). År 1850 utnämndes Hamilton till överstelöjtnant i armén och blev 1851 förordnad samt 1852 utnämnd till landshövding i Östergötlands län. När Gustaf Sparre i april 1848 utnämndes till justitiestatsminister kom Hamilton under återstoden av riksdagen att träda i dennes ställe som lantmarskalk Med skärpa och flit kom Hamilton under de följande riksdagarna att vid sidan av August von Hartmansdorff leda det konservativa motståndet mot regeringens representationsförslag. Då Harmansdorff vid 1850/51 års riksdag framlade sitt uppseendeväckande representationsförslag, var det Hamilton som på "junkerpartiet"s vägnar uppsade den gamle partiledaren sin tro och lydnad vilket ledde till dennes politiska isolering. År 1853–1854 och 1856–1858 var Hamilton åter lantmarskalk.
I september 1857 övertog kronprins Karl under Oscar I:s tilltagande sjuklighet regeringen. Alltsedan sin tid som lärare för prinsarna hade Hamilton stått kronprinsen nära och försökt dämpa dennes iver för intriger bakom kulisserna. Han delade i huvudsak prinsens politiska åsikter. En av kronprins Karls första åtgärder var att den 27 april 1858 utnämna Hamilton till konsultativt statsråd. Vid regeringens ombildning den 29 januari 1859 blev Hamilton chef för Ecklesiastikdepartementet, en post som han genom sina kyrkliga och politiska intressen var lämplig för. Hans maktställning inom ministären blev dock inte långvarig. På grund av det obegränsade förtroende Hamilton åtnjöt hos Karl XV och den obrottsliga lojaliteten mot kungen blev han även delaktig i misstron mot kungens ständiga strävanden att försöka samla makten kring sin egen person. Försiktigt men målmedvetet tog den unge justitiestatsministern Louis De Geer över allt mer av makten. När den stora unionskonflikten på grund av norska stortingets krav på ståthållarämbetets avskaffande utbröt och Hamilton visat sin benägenhet att i enlighet med Karl XV:s önskan ge efter för de norska kraven, var hans roll utspelad. Riksdagen ställde sig avvisande mot kungens och Hamiltons politik, och den 2 november 1860 tvingades han att avgå från regeringen.
I juli 1861 utnämndes han till svensk-norsk minister i Köpenhamn, en på grund av de hotande dansk-tyska förvecklingarna och de i Sverige delade meningarna om ett svenskt ingripande i konflikten vansklig post. Även här ställde sig Hamilton i bräschen för Karl XV:s politik och fann för övrigt själv både politiska och moraliska skäl tala för en allians mellan Sverige och Danmark. Händelserna 1863 utvecklade sig dock på ett sätt som bringade kungen och Hamilton i skarpt motsatsförhållande till det svenska statsrådet. Vid Skodsborgsmötet den 22 juli gav kungen löfte om allianstraktaten, vid Ulriksdalskonferensen den 8 september, i vilken även Hamilton deltog, beslöt regeringsmajoriteten under De Geers ledning och trots kungens av Hamilton kraftigt stödda yrkande på omedelbart avgörande att tillstyrka traktaten under förutsättning av Rysslands ingripande till Danmarks hjälp, en förutsättning, vilken på förhand kunde betraktas som utesluten. Hamiltons ställning blev härigenom försämrad. Novemberförfattningen gav den svenska regeringen anledning att öppet ta avstånd från Danmark. Hamilton begärde därefter och erhöll entledigande från sin post.
Hamiltons långa ledighet från statstjänst innebar ingen vila från arbete. Efter sitt återvändande till Sverige kastade han sig med iver in förberedelserna till den kamp som skulle avgöra det De Geerska representationsförslagets öde, och lät utge Bidrag till granskningen af K.M:s nådiga proposition... - ett av de tyngst vägande inläggen mot förslaget. Under 1865/66 års riksdag var Hamiltons anföranden enligt De Geer själv fyllt av höga tankar, logisk skärpa och dialektisk finhet. År 1866 valdes han till en av fullmäktige i riksgäldskontoret, ordförande 1867–1872; 1867–1881 var han ledamot av första kammaren i riksdagen och 1877 dess talman, 1868, 1873 och 1878 medlem av kyrkomötet samt därvid 1868 och 1873 ordförande i kyrkolagsutskottet, 1869, 1872 och 1875 ordförande vid adelsmötet samt 1875–1881 i riddarhusdirektionen. 1872 blev Hamilton kansler för universiteten i Uppsala och Lund. Han var också ordförande i kommittéerna för granskning av planerna för rikets fästningsbyggnader (1867), för ombesörjande av en revision av 1686 års kyrkolag (1869–1873) och för revision av stadgar för rikets allmänna läroverk (1870), i direktionerna för Allmänna brandförsäkringsverket för byggnader å landet (1870–1881) och över Göta kanalverk (1856–1862 och 1873–1881) samt i Allmänna hypoteksbanken (1875–1881). Hamilton invaldes även till medlem i de flesta svenska lärda och vittra samfund samt en mängd utländska. Åren 1839–1843 var han sekreterare i Krigsvetenskapsakademien, blev 1856 en av de aderton i Svenska Akademien samt tjänstgjorde såsom denna akademis ständige sekreterare 1874–1881. 1860 invaldes han som ledamot nummer 548 av Kungliga Vetenskapsakademien. År 1868 blev han filosofie hedersdoktor vid Lunds och 1879 juris hedersdoktor vid Köpenhamns universitet. Hamilton blev riddare av kung Carl XIII:s orden den 28 januari 1854.
Hans parlamentariska vältalighet var betydande. Till sin politiska karaktär var han aristokratisk, konservativ och starkt kungavänlig. Han var vid riksdagen 1865 i främsta ledet bland representationsreformens motståndare.

## Hamiltonaffären
På vintern 1881 blev Henning Hamiltons ekonomiska ställning ohållbar, och det avslöjades nu att han förskingrat, i den tidens valuta, omkring 800 000 kronor (i 2000 års penningvärde uppskattat till 80 miljoner kronor), bland annat omkring 285 000 kronor genom att förfalska sin brorson Wathier Hamiltons namn på förbindelser samt genom försnillning av anförtrodda medel från bland andra Uppsala universitet och nära bekanta.
Wathier, som var djupt fäst vid sin farbror, tyckte dock att det var för mycket för honom att ensam åta sig hela skuldbördan, och reste därför till Stockholm för att försöka rädda Hennings ära. Släktingarna rådgjorde med jurister och affärsmän, men dessa avstyrkte, och underhandlingarna hade ingen annan följd än att ryktet om förfalskningen blixtsnabbt gick genom hela Stockholm. "Man kan tänka sig", skrev Louis De Geer, "vilket intryck det skulle göra, att Hamilton, som säkerligen var, åtminstone av de högre klasserna, den mest uppburne man i riket och betraktad såsom ridderlighetens själva blomma, vilken oegennyttigt offrat allt för fäderneslandet och sin övertygelse, beträddes med ett vanärande brott!"
Då erkände emellertid Wathier alla de förbindelser som utfärdats i hans namn, men nu var det för sent. Visserligen lyckades Wathier rädda sin farbror undan rättsligt åtal, men den nära 70-årige mannens ära hade gått till spillo. Förbittringen mot honom var mycket stor, i synnerhet bland de lägre samhällsklasserna, som menade att han undsluppit straff enbart för sin höga börds skull.
Hamilton avsade sig alla sina förtroendeuppdrag och ledamotskap i akademier och vittra samfund samt återlämnade ordensdekorationer som serafimerorden som förlänats honom.
De Geer var en tid efter katastrofen på besök hos Henning Hamilton. Sammanträffandet var en av de pinsammaste stunder han upplevat. "Den forne stolte Henning Hamilton med det högburna huvudet, de kvicka ögonen och det intagande sättet stod där nu som en utmärglad försagd gestalt, med utseende av en ödmjuk brottsling. Likväl var det mera rädsla än ånger, som stod att läsa i hans drag, och under hela vår samvaro yttrade han ingenting i ord, som kunde sägas utgöra någon bekännelse."
En tid efter avslöjandet lämnade Hamilton Sverige och bosatte sig i södra Frankrike tillsammans med sin maka. Där levde han fram till sin död.

## Skrifter
Hamilton var en flitig författare och utgav bland annat Bibliothek för krigshistoria och krigskonst (1837–1839, de två första delarna tillsammans med O. Pettersen), Afhandling om krigsmaktens och krigskonstens tillstånd i Sverige under konung Gustaf II Adolfs regering (1846; prisbelönt med Kungliga Vitterhets Historie och Antikvitets Akademiens stora guldmedalj 1839), Kriget i Tyskland år 1866 (1869), Några betraktelser i anledning af kriget mellan Frankrike och Tyskland 1870 (1871) samt Frankrike och Tyskland åren 1866–74 (1877). En mängd akademiska minnesteckningar utgick även från Hamiltons hand, till exempel över Carl De Geer (1869), Jacob August von Hartmansdorff (1870), Carl Gustaf Rehnsköld (1878), Carl Fredrik Akrell (1878), J.N. Tersmeden (1879) och Jakob de la Gardie (1880), och han var även flitigt verksam i tidningar och tidskrifter genom (stundom anonyma) inlägg i dagspolitiska stridsfrågor.